# Flight (2012)
Flight ist ein US-amerikanisches Filmdrama aus dem Jahr 2012, das vom Alaska-Airlines-Flug 261 inspiriert wurde. Regie führte Robert Zemeckis, in der Hauptrolle ist Denzel Washington als Pilot William „Whip“ Whitaker zu sehen. Flight feierte am 14. Oktober 2012 auf dem New York Film Festival Premiere. Zusätzlich wurde er auf dem Austin Film Festival am 22. Oktober 2012 und dem Stockholm International Film Festival am 13. November 2012 vorgeführt. Deutschlandpremiere hatte Flight am 24. Januar 2013.

## Handlung
Der Film beginnt in einem Flughafenhotel in Orlando, wo Flugkapitän William „Whip“ Whitaker die Nacht vor einem Flug nach Atlanta mit der Stewardess Katerina Marquez verbracht hat. Whitaker ist Alkoholiker, was er sich jedoch nie eingesteht, und neigt zum Drogenmissbrauch. Nach der durchzechten Nacht nimmt er Kokain, um wieder fit zu werden, und steigt schließlich ins Cockpit der MD-80. Sein Erster Offizier Ken Evans und die Stewardess Margaret Thomason bemerken zwar Whitakers angeschlagenen Zustand, behalten ihre Bedenken allerdings beide für sich. Beim Start des SouthJet-Fluges 227 herrscht schlechtes Wetter mit starken Turbulenzen, die Whitaker waghalsig durchfliegt, wobei er das Flugzeug an seine Belastungsgrenze bringt. Nachdem die Schlechtwetterfront durchflogen und die Reiseflughöhe erreicht ist, verlässt er das Cockpit und trinkt unbemerkt Wodka, den er heimlich dem verschlossenen Spirituosen-Fach der Galley entnimmt und in seinen Orangensaft mischt. Der Flug verläuft ohne Zwischenfälle, bis kurz vor dem Landeanflug auf den Zielflughafen eine Verstellspindel am Höhenleitwerk durch Materialermüdung versagt, da bei der Wartung der Austausch des Teils versäumt worden war. Durch die beschädigte Ansteuerung des Höhenleitwerks verliert der Jet seine Manövrierbarkeit und gerät in einen unkontrollierten Sturzflug. Alle Versuche von Whitaker und Evans, die Maschine in einen stabilen Flugzustand zu bringen, schlagen fehl. Daraufhin holt Whitaker die Stewardess Margaret ins Cockpit und überträgt ihr die Bedienung der Schubhebel, während er und Evans ein ungewöhnliches Flugmanöver durchführen: Sie bringen das Flugzeug in Rückenfluglage und können so den Sturzflug stoppen. Nachdem wenig später die Triebwerke versagen und der Flughafen nicht mehr erreicht werden kann, gelingt es Whitaker, die Maschine auf einer Wiese nahe Atlanta notzulanden. Sechs der 102 Personen an Bord, darunter Marquez, kommen ums Leben.
Whitaker, der bewusstlos ins Krankenhaus eingeliefert worden ist, wird als Held gefeiert. Als jedoch durch eine Blutprobe entdeckt wird, dass er vor dem Flug verschiedene Rauschmittel zu sich genommen hatte, droht dem Piloten eine lebenslange Haftstrafe. Er erhält allerdings Rückendeckung von der Pilotengewerkschaft, die den toxikologischen Bericht durch einen Anwalt erfolgreich anfechten kann, da die Blutprobe nicht vorschriftsmäßig entnommen wurde. Da Whitakers Co-Pilot und die Stewardess Margaret seinen berauschten Zustand vor dem Flug bemerkt hatten und die Wahrheit ans Licht bringen könnten, sucht er beide auf und kann sie dazu überreden, niemandem etwas davon zu erzählen. Während dieser Zeit trinkt er dennoch exzessiv und ohne sich kontrollieren zu können weiter. Im Krankenhaus lernt Whitaker die heroinabhängige Nicole kennen, in die er sich verliebt. Auch diese versucht ihn davon zu überzeugen, sich in eine Entzugstherapie zu begeben. Er leugnet jedoch weiterhin jede Abhängigkeit und argumentiert stattdessen, er selbst „entscheide, sich zu betrinken“. Es kommt schon bald zum Streit und Nicole verlässt ihn.
Im Zuge der offiziellen Untersuchung werden in einem Mülleimer des Flugzeugwracks leere Wodkaflaschen gefunden. Whitaker droht nun erneut aufzufliegen, da auf dem Flug keine alkoholischen Getränke ausgeschenkt wurden und lediglich die Crew Zugang zu den Spirituosen hatte. Bei einer Anhörung über die Geschehnisse an Bord bietet sich wenig später aber die Gelegenheit, den Konsum des Wodkas der toten Stewardess Katerina Marquez in die Schuhe zu schieben und somit Whitakers Kopf endgültig aus der Schlinge zu ziehen. Whitaker, der zuvor einige Zeit bei einem befreundeten Piloten gewohnt und während dieser Zeit keinen Alkohol getrunken hatte, erleidet in der Nacht vor der Anhörung in seinem Hotelzimmer einen Rückfall und betrinkt sich. Am Morgen der Anhörung konsumiert er Kokain, um wieder fit zu werden. Als während der Anhörung der Alkoholkonsum an Bord des Fluges zur Sprache kommt, könnte Whitaker nun lügen, die tote Marquez beschuldigen und die Anhörung als Held verlassen. Er erkennt im selben Moment jedoch, dass er sich selbst und andere bereits viel zu oft belogen hat, und fasst einen Entschluss: Er gesteht, am Unfalltag und die Tage zuvor getrunken zu haben und auch jetzt, bei der Befragung, betrunken zu sein, und dass er Alkoholiker sei.
13 Monate später sitzt Whitaker im Gefängnis und erwartet weitere vier bis fünf Jahre Haft. Er ist nun seit einem Jahr trocken, fühlt sich „das erste Mal in seinem Leben frei“ und bereut seine Entscheidung nicht. Dort besucht ihn sein mittlerweile fast erwachsener Sohn, der ihn zuvor wegen seines Alkoholismus gemieden und keinen Kontakt gewünscht hat, um ihn zu einem Aufsatz für die College-Aufnahmeprüfung zu befragen – Thema: „Der faszinierendste Mensch, dem ich nie begegnet bin“. Der Sohn stellt das Tonband auf record und fragt seinen Vater: „Also: wer bist du?“ Whitaker denkt kurz nach und antwortet lächelnd: „Das ist 'ne gute Frage.“

## Hintergrund
Während der Film von den Studios Parkes + MacDonald Prods. und ImageMovers produziert wurde, vermarktete Paramount Pictures Flight mit einem Budget von 31 Millionen US-Dollar. Im April 2011 wurde bekannt gegeben, dass Robert Zemeckis die Regie übernehmen werde; weniger als zwei Monate später wurde auch Denzel Washingtons Auftreten bestätigt. Ab Mitte September 2011 wurde schrittweise auch die weitere Besetzung bestätigt. Gedreht wurde an Orten in der Nähe von Atlanta, Georgia, innerhalb von 45 Tagen.
Ursache für den Absturz des Flugzeugs ist der Bruch einer Spindel des Höhenleitwerks. Dies und der Ablauf des Fluges erinnern an den Alaska-Airlines-Flug 261. Bei diesem Flug wurde ein Defekt der Gewindestange des Höhenleitwerks infolge mangelhafter Wartung als Ursache festgestellt.

## Synchronisation
Die deutschsprachige Synchronisation entstand unter der Dialogregie von Michael Nowka, bei der Interopa Film GmbH in Berlin.
| Rolle                   | Schauspieler      | Synchronsprecher   |
| ----------------------- | ----------------- | ------------------ |
| William „Whip“ Whitaker | Denzel Washington | Leon Boden         |
| Nicole                  | Kelly Reilly      | Alexandra Wilcke   |
| Hugh Lang               | Don Cheadle       | Dietmar Wunder     |
| Charlie Anderson        | Bruce Greenwood   | Frank Röth         |
| Harling Mays            | John Goodman      | Klaus Sonnenschein |
| Ken Evans               | Brian Geraghty    | Karlo Hackenberger |
| Margaret Thomason       | Tamara Tunie      | Anke Reitzenstein  |
| Katerina Marquez        | Nadine Velazquez  | Natascha Geisler   |
| Ellen Block             | Melissa Leo       | Martina Treger     |
| Dr. Kenan               | Ravi Kapoor       | Marius Clarén      |
| Avington Carr           | Peter Gerety      | Helmut Gauß        |
| Craig Matson            | E. Roger Mitchell | Tobias Kluckert    |
| Vicky Evans             | Bethany Anne Lind | Marie Bierstedt    |
| Krebspatient            | James Badge Dale  | Robin Kahnmeyer    |
| Barry                   | Dylan Kussman     | Viktor Neumann     |
| Kip                     | Conor O’Neill     | Martin Kautz       |
| Whips Vater             | Hal Williams      | Hans Teuscher      |

## Rezeption

### Erfolg
Flight konnte (Stand: 29. Januar 2013) über 161,8 Millionen US-Dollar einspielen, davon allein über 93,4 Millionen US-Dollar in den Vereinigten Staaten.
Im Jahr 2013 wurden bundesweit 603.978 Besucher an den deutschen Kinokassen gezählt, womit der Film den 50. Platz der meistbesuchten Filme des Jahres belegte.

### Kritiken
Flight erhielt vorwiegend positive Kritiken. Von 238 ausgewerteten Kritikern bei Rotten Tomatoes erhielt der Film zu 77 % positive Bewertungen. Bei Metacritic kam man bei 40 Kritiken auf 76 % positive Bewertungen. Verkehrspiloten bemängelten jedoch bei Flight, dass der Film realitätsfern sei.

„‚Flight‘, der Actionfilm, ist hier nach nur 30 Minuten quasi zu Ende, er verwandelt sich von da an in ‚Flight‘, die Psycho-Studie, in einen Justizthriller, ein Familiendrama, einen Liebesfilm, sogar in eine Komödie, wenn John Goodman seine Kurzauftritte hat als Whitakers Dealer.“

„‚Flight‘ zu sehen, bedeutet, einem Film dabei zuzuschauen, wie er mit großem Stolz auf die eigene Kunstfertigkeit allen Klischees zum Thema ausweicht. Das gelingt an vielen Stellen mit Intelligenz und bewundernswertem Einfallsreichtum. Es nervt aber auch oft – vor allem, weil der Film schließlich doch eher leicht verdaulich gerät und damit dümmer, als er es selbst von sich behauptet.“

„Dem Meisterregisseur gelingt [nach den Jahren als Pionier des Motion-Capture-Films] ein überzeugendes Comeback. Vor dem Hintergrund eines spektakulären Flugzeugabsturzes entwirft der Filmemacher ein großspurig-hochprozentiges Melodram, das von überragenden Darstellern, einer ungewöhnlichen, emotional packenden Geschichte und der inszenatorischen Klasse seines Regisseurs lebt.“

„Wie so oft bei Zemeckis öffnet sich ein reichlich komplexes und philosophisch brisantes Feld, nur um schließlich auf vorhersehbare, maximal unbefriedigende Weise abgelaufen zu werden. Und Denzel Washington dominiert diesen Film, bei dem alle anderen Figuren wie jene nervigen, aber manchmal gefährlichen Gänse erscheinen, die nun in der ständig heißer laufenden Turbine seines Tanzes mit dem Alkohol zerfetzt werden.“

„Packendes Drama, das als atemberaubender Katastrophenfilm beginnt, um dann anspruchsvoll und glaubwürdig Fragen nach persönlicher Schuld, Sühne und moralischer Integrität zu stellen. In den wenigen Actionszenen virtuos und intensiv inszeniert, in der Hauptrolle vielschichtig und überragend gespielt.“

## Auszeichnungen
Denzel Washington wurde für den Oscar in der Kategorie Bester Hauptdarsteller nominiert. Eine weitere Nominierung erhielt John Gatins für das Beste Originaldrehbuch.